# 住田帆志乃
住田 帆志乃（すみだ ほしの、2000年12月21日 - ）は、日本の女子バレーボール選手である。

## 来歴
千葉県鎌ケ谷市出身。
2016年、八王子実践高等学校に進学。3年時には主将を務め、2019年、全日本高等学校選手権大会（春高バレー）で4強入りを果たした。同年、青山学院大学に進学。2022/23シーズン、V.LEAGUE DIVISION1 WOMEN（V1女子）に所属するKUROBEアクアフェアリーズの内定選手となった。内定選手としてV1女子の試合に出場し、Vリーグデビューを果たした。
2023年、大学卒業後に、KUROBEアクアフェアリーズに入団した。

## 所属チーム
- 八王子実践高等学校（2016 - 2019年）
- 青山学院大学（2019 - 2023年）
- KUROBEアクアフェアリーズ/KUROBEアクアフェアリーズ富山（2023年 - ）